# 마쓰다이라 사다요시 (1709년)
마쓰다이라 사다요시(일본어: 松平定賢, 1709년 ~ 1770년 9월 1일)는 일본 에도 시대의 다이묘로, 에치고 다카다번의 5대 번주이자, 무쓰 시라카와번의 초대 번주이다. 관위는 종4위하, 엣추노카미이다.
모리야마번주 마쓰다이라 요리사다의 여섯째 아들로 태어났다. 다카다 번주 마쓰다이라 사다노리가 1727년에 사망하자, 그의 데릴사위로서 다카다 히사마쓰가의 가독을 잇고 다카다 번주에 취임했다. 1741년 음력 11월 1일, 시라카와로 전봉되었고, 1770년 음력 7월 12일에 사망하였다. 맏아들 사다쿠니가 그 뒤를 이었다.
| 전임 마쓰다이라 사다노리 | 제5대 다카다번 번주 (히사마쓰 마쓰다이라 가문) 1727년 ~ 1741년 | 후임 사카키바라 마사나가 |

| 전임 마쓰다이라 아키노리 | 제1대 시라카와번 번주 (히사마쓰 마쓰다이라 가문) 1741년 ~ 1770년 | 후임 마쓰다이라 사다쿠니 |